# Perpetua
Perpetua is een beroemd lettertype met schreef, ontworpen door Eric Gill en uitgegeven in 1929 door Monotype Corporation.

## Perpetua Roman, Felicity and Perpetua Italic
Volgens Robert Harling, in het boek The Letter Forms and Type Designs of Eric Gill, begon Gill te werken aan Perpetua in 1925 op verzoek van Monotype's hoofdtypograaf Stanley Morison.
Morison zag in Gill een talent om meer lettertypen te ontwerpen voor de lettergieterij.
Zo kwam in 1929 de Perpetua Roman uit als Monotype Series 239.
Gill ontwierp nog twee soortgelijke lettertypen: het eerste was Felicity, dat met gemengde reacties werd ontvangen. Het tweede was een cursieve tekenset Perpetua Italic, dat door Monotype aan de Perpetua Roman-lettertypefamilie werd toegevoegd.
De verschillen met de zeldzame Felicity zijn het ontbreken van schreven op de grondlijn van de letter 'd' en een rechte staart van de letter 'y'. Over het algemeen is Felicity minder hellend dan Perpetua Italic.
Perpetua werd voor het eerst gebruikt voor de druk van het boek "The Passion of Perpetua and Felicity" door Walter H. Shewring in 1929, waar ook de namen van de lettertypen van zijn afgeleid.
Ditzelfde lettertype, alsmede Gills eigengemaakte illustraties voor dat boek werden gebruikt in Fleuron no. 7, dat werd opgemaakt door Stanley Morison en gedrukt in 1930.
Eric Gill schreef en illustreerde de essays Art Nonsense and Other Essays en gaf deze uit in 1929. Ook hierin gebruikte hij zijn lettertype Perpetua.